# Ornebius imitatus
Ornebius imitatus är en insektsart som beskrevs av Sigfrid Ingrisch 2006. Ornebius imitatus ingår i släktet Ornebius och familjen Mogoplistidae. Inga underarter finns listade i Catalogue of Life.